# Jimmy Lloyd
James "Jimmy" Lloyd (Liverpool, 5 de julio de 1939 – Skelmersdale, West Lancashire, 22 de marzo de 2013), fue un boxeador británico que ganó la medalla de bronce en los Juegos Olímpicos de Roma 1960 en la peso wélter, en donde derrotó a Mohamed Faragalla (Sudán), Vasile Neagu (Rumania) y Phil Baldwin (Estados Unidos), pero en las semifinales fue derrotado por Nino Benvenuti (Italia).
En 1961, Lloyd participó en los Campeonato Europeo de Boxeo Aficionado, llevado a cabo en la ciudad de Belgrado. Fue derrotado en los cuartos de final por el boxeador representante de la República Democrática Alemana, Hans-Dieter Neidel.
Murió de un ataque al corazón en Skelmersdale, West Lancashire, el 22 de marzo de 2013, a la edad de 73 años. Le sobreviven 4 hijos.